# Gemeentehuis van Sint-Jans-Molenbeek

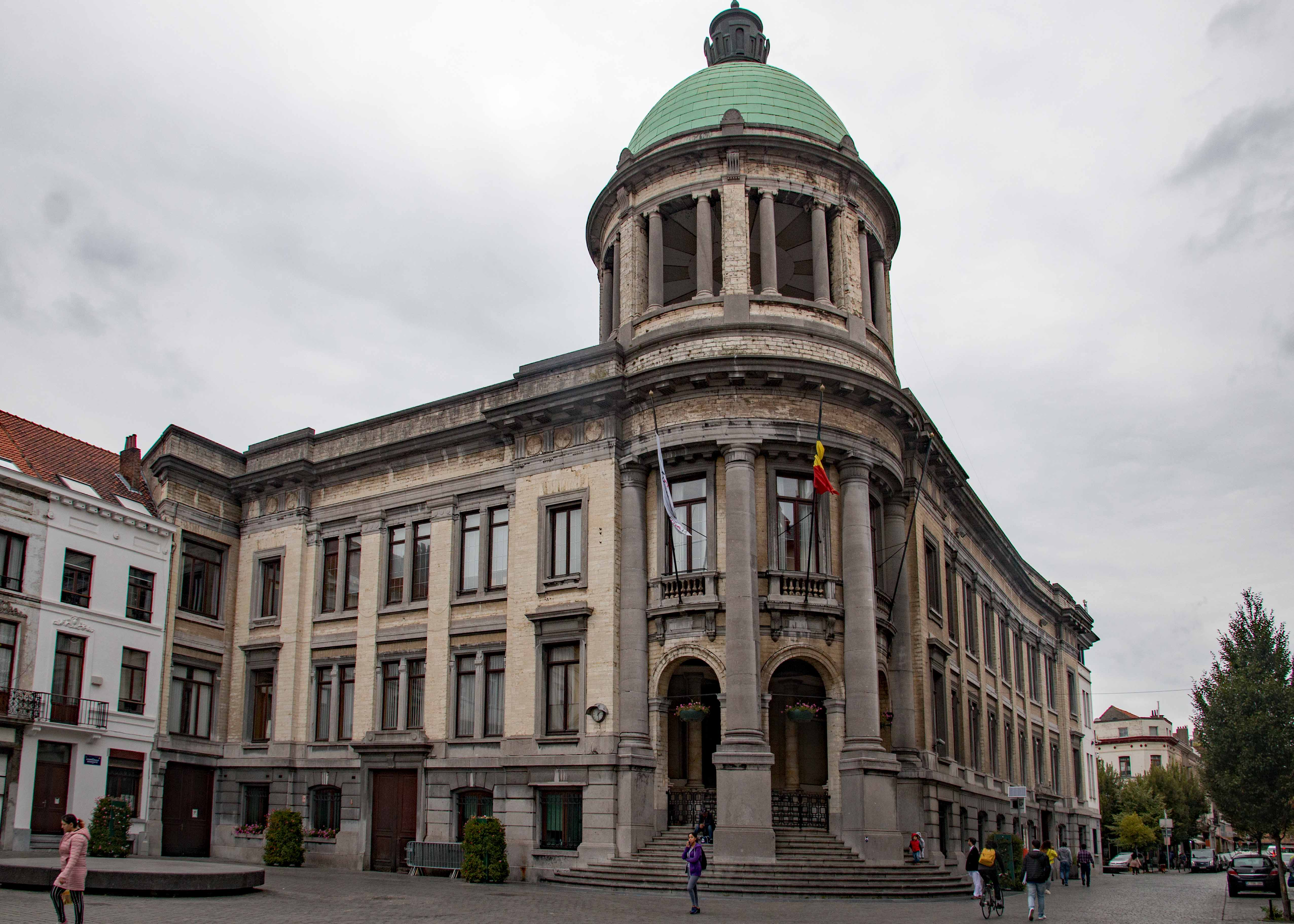
Het gemeentehuis van Sint-Jans-Molenbeek

Het gemeentehuis van Sint-Jans-Molenbeek (Frans: Hôtel communal de Molenbeek-Saint-Jean) is een gebouw in neoklassieke eclectische stijl in de Belgische gemeente Sint-Jans-Molenbeek in het Brussels Hoofdstedelijk Gewest.

## Geschiedenis

### Prado gebouw

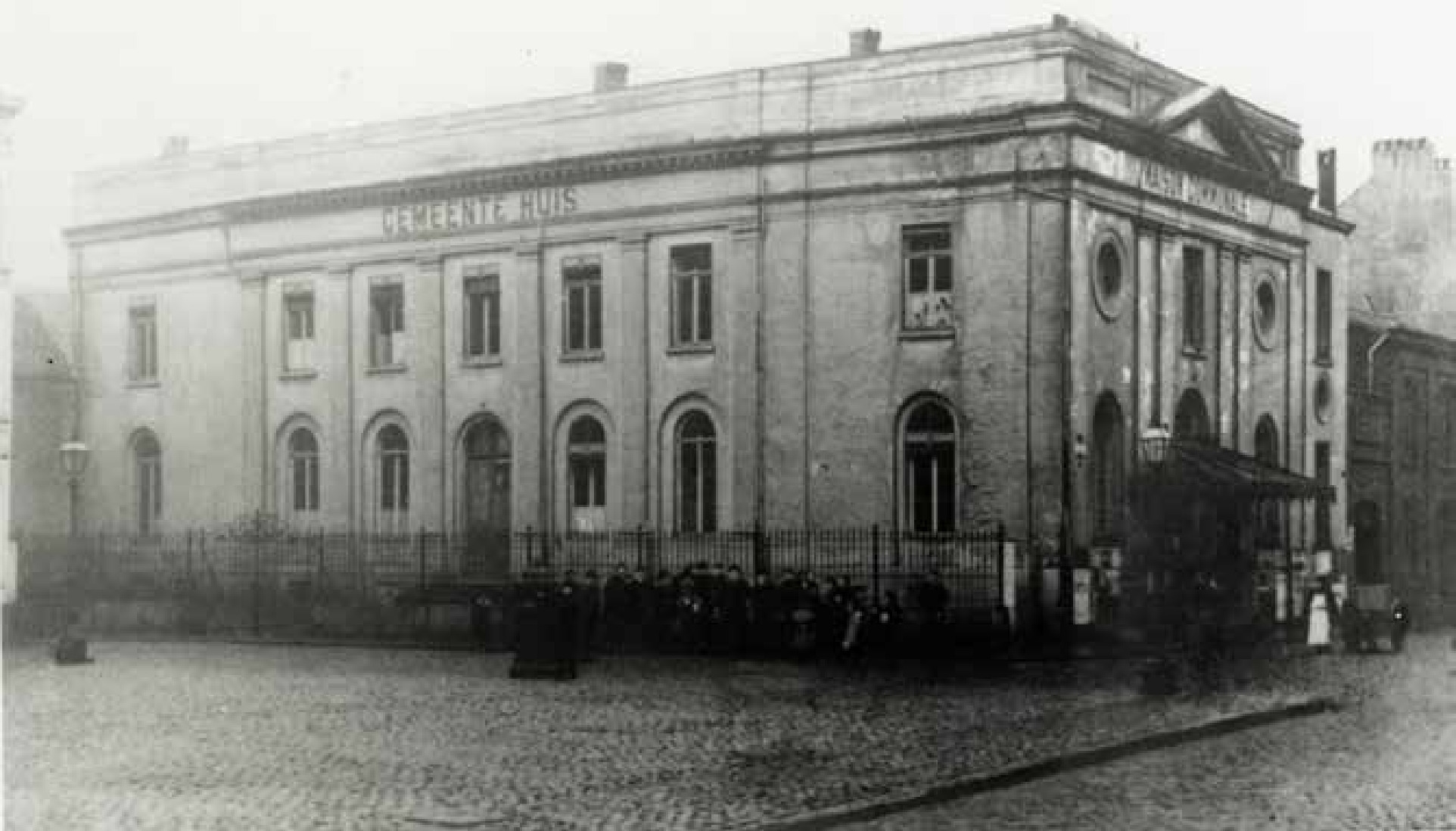
Het voormalige gemeentehuis, het Prado, op de plaats van het huidige gemeentehuis

In de 19de eeuw was het gemeentehuis gevestigd in een huis op de Merchtemsesteenweg. Door de groei van de bevolking ging de gemeente op zoek naar een groter gebouw. Op de plaats van het huidige gemeentehuis stond tot 1886 het Prado gebouw, of het toenmalige gemeentehuis van Sint-Jans-Molenbeek. Dit gebouw kwam er na een wedstrijd onder architecten waarvan Frédéric Van der Rit winnaar werd. Bij de inhuldiging kwam er kritiek op het project, omdat de kosten hoger lagen dan wat aanvankelijk was goedgekeurd. Ook de locatie was voor sommigen een pijnpunt.
Het Prado gebouw bestond niet enkel uit het gemeentehuis, je vond er ook het politiekantoor, een gevangenis, een zaal voor de burgemeester en de schepenen, een secretariaat, een dienst burgerlijke stand, een ontvangstenkantoor, een raadzaal en een bureau voor de Vrederechter.

### Huidig gemeentehuis
Het gebouw had zijn beste tijd gehad en verkeerde in een slechte toestand. Op 4 oktober 1886 werd de afbraak van het Prado gebouw goedgekeurd om plaats te maken voor het huidige gemeentehuis. De toenmalige burgemeester Hollevoet benoemde Jean-Baptiste Janssen, een gemeenteambtenaar bevoegd voor openbare werken, tot architect. De reden daarvoor was dat ambtenaren perfect weten hoe een gemeentehuis functioneel moet zijn. Het gemeentehuis werd op 28 september 1889 ingehuldigd met een volksbal op het gemeenteplein. Sinds 13 april 1995 staat het gemeentehuis op de lijst van beschermd onroerend erfgoed.

## Architectuur

### Gebouw
Het gemeentehuis is gebouwd in een neoklassieke eclectische stijl, wat het voor Brussel een van de soberste gemeentehuizen maakt. Dit was ook de bedoeling, het gemeentehuis moest sober zijn maar wel praktisch zijn ingericht. Het gebouw staat op de plaats van het vroegere Prado gebouw en om de duurzaamheid te garanderen werden betonnen funderingen gegoten van 4 meter dikte.  De werken werden door plaatselijke ambachtslui uitgevoerd. Bovendien koos de gemeente enkel voor bedrijven waar arbeiders een minimumloon verdienden. Het was een belangrijk politieke gebaar dat de moeilijke situatie van de arbeiders in die tijd illustreert. De plaatselijke ambachtslui werden gevestigd vlak bij het gemeentehuis en zorgden voor de ruwbouw, het glaswerk, het marmer- en tegelwerk, het meubilair en de schrijnwerkerij.

### Interieur
In de ingang van de hall staan vier Toscaanse marmeren kolommen. In deze ruimte hangt een indrukwekkende luster in brons en kristal. In de marmeren stenen uit het bovenste gedeelte van de muur, zijn de namen van de burgemeesters gegraveerd. Op de eerste en de tweede verdieping vindt men de kabinetten van de schepenen. Het kabinet van de burgemeester is majestueus, gelegen onder de koepel waarvan het plafond bekleed is met een schilderij van Amédée Lynen.

### Kunstwerken
In het gemeentehuis alsook het kasteel van Karreveld vind je grote werken van onder andere Van Dyck, Brueghel, Jordaens, Spilliaert, Laermans of Somville terug.